# Орехово (Торопецкий район)
Орехово — упразднённая деревня в Торопецком районе Тверской области. Входила в состав Василевского сельского поселения.

## География
Деревня была расположена примерно в 12 километрах к северо-востоку от районного центра Торопец. К северо-западу от деревни протекала река Березня.

## История
На топографической трёхверстовой карте Фёдора Шуберта, изданной в 1871 году обозначена деревня Орехова (рус. дореф. ОрҌхова). Имела 13 дворов.
В списке населённых мест Торопецкого уезда Псковской губернии за 1885 год значится деревня Орехово (Остахово). 11 дворов, 101 житель. 
На карте РККА 1923—1941 годов обозначена деревня Орехово. Имела 20 дворов.
Упразднена в 2001 году.